# Euphorbia orobanchoides
Euphorbia orobanchoides är en törelväxtart som först beskrevs av Peter René Oscar Bally, och fick sitt nu gällande namn av Peter Vincent Bruyns. Euphorbia orobanchoides ingår i släktet törlar, och familjen törelväxter.

## Underarter
Arten delas in i följande underarter:
- E. o. calycina
- E. o. orobanchoides